# Unterherrschaft
Eine Unterherrschaft, auch Unterherrlichkeit genannt, ist eine Gerichtsherrschaft, deren Inhaber, der Unterherr, in seinem Gebiet vom Landesherren mehr oder weniger unabhängig war, ohne jedoch reichsunmittelbar zu sein.
In rein geographischem Sinne wurde der Begriff in Bezug auf die beiden schwarzburgischen Fürstentümer in Thüringen verwendet: Schwarzburg-Sondershäuser Unterherrschaft bezeichnete hier die Gesamtheit des Territorialbesitzes im Norden Thüringens, Schwarzburger Oberherrschaft wurden dagegen die Besitzungen der Familie im Süden Thüringens zusammenfassend genannt.